# Agesípolis II
Agesípolis II (†369  a.  C.) fue rey agíada de Esparta desde 371 a 369 a.  C.
Sustituyó a Cleombroto I, tras su muerte en la Batalla de Leuctra en la que fue derrotado por Epaminondas al mando del ejército de Tebas.
Su reinado fue muy breve puesto que duró un año solamente. Le sucedió su hermano menor, Cleómenes.